# Аместрида
Аместрида (др.-перс. Amāstrī-; V век до н. э.) — супруга персидского царя Ксеркса I.

## Биография
Дочь Отаны (или Онофы) — одного из семи знатных персов, организовавших заговор против Бардии в 522 году до н. э., после чего на престол взошел Дарий I. Дарий женился на дочери Отаны Федиме. А Отана взял в жены сестру Дария, которая родила Аместриду, ставшую впоследствии супругой Ксеркса.
Старший сын Аместриды Дарий был женат на своей двоюродной сестре Артаинте, дочери брата Ксеркса Масисты. Ксеркс вступил со своей невесткой в связь и подарил ей плащ, вытканный женой. Узнав об этом, Аместрида жестоко отомстила, но не самой Артаинте, а её матери, в которой видела причину случившегося. В день рождения Ксеркса, во время праздничного пира, Аместрида в качестве подарка попросила отдать ей жену Масисты, и царь был вынужден это исполнить. Женщине отрезали нос, уши, губы, язык и груди и в таком виде отправили домой. Следствием этих событий стали мятеж и гибель Масисты.
При этом, по сведениям Ктесия, Аместрида сама «нередко вступала в связь с мужчинами».
Во время конфликтов Артаксеркса с мужем своей сестры Амитис — известным военачальником Мегабизом Аместрида неоднократно заступалась за зятя перед сыном. Хотя Аместрида и была возмущена тем, что Мегабиз после подавления восстания в Египте сохранил жизнь одному из главных зачинщиков возмущения — ливийскому князю Инару. По настоянию матери Артаксеркс через некоторое время отдал приказ распять Инара.
Сын Мегабиза и Амитис Зопир после смерти обоих родителей бежал из Персии и нашел убежище в Афинах. Во время похода против карийского города Кавна Зопир был убит. По приказу Аместриды горожанин, от руки которого погиб её внук, был впоследствии распят.
Умерла Аместрида, согласно данным Ктесия, «очень старой женщиной». Геродот передает сообщение одного из своих источников о том, что по повелению Аместриды, достигнувшей преклонного возраста, были закопаны живыми четырнадцать сыновей знатных персов «в благодарность богу, живущему, как говорят, под землей». Это сообщение обычно считается недостоверным, так как зороастризм не допускает человеческие жертвоприношения. Однако подобные случаи, называемые Геродотом персидским обычаем, упоминаются неоднократно, что вызвало ряд гипотез с целью их объяснить.

## В культуре
Героиня пьесы Генделя «Ксеркс».